# 이종문 (1969년)
이종문(李鍾文, 1969년 7월 24일 ~ )은 대한민국의 제9대 경기도 부천시의원이다. 서울특별시 출신이다.

## 학력
- 1989.03 한국외국어대학교 무역학과 3년 수료
- 2001 인하대학교 사학과 졸업

## 경력
- 1990 민주자유당 합당 3당 야합 창당대회 반대시위관련 구속
- 2002 권영길 대통령 후보 부천공동선대본부장
- 2002 여중생범대위 부천지역 공동대표
- 2003 이라크파병반대 부천시민행동 공동대표
- 민주노동당 경기도지부 자주통일위원장
- 경기도 학교급식개선과 조례제정 부천공동본부장
- 우리배움터 공동대표(저소득층 아이들과 이주노동자 자녀들의 방과후 공부방)
- 부천민중연대공동대표
- 부천비정규노동센터소장
- 부천시 공공의료원 설립 및 운영 조례안 청구인 대표자
- 진보당 부천시지역위원회 공동위원장
- (사)나눔과 섬김 이사
- 윤석열 반대 부천시 국회의 공동대표
- 2024.04 ~ 제9대 경기도 부천시의회 의원
- 2024.04 ~ 2024.07 제9대 경기도 부천시의회 전반기 재정문화위원회 위원
- 2024.07 ~ 제9대 경기도 부천시의회 후반기 의회운영위원회 위원
- 2024.07 ~ 제9대 경기도 부천시의회 후반기 행정복지위원회 위원

## 역대 선거 결과
|  | 5.79% |

|  | 51.30% |